# میشل کولون
میشل کولون (انگلیسی: Michel Coulon؛ زادهٔ ۱۲ ژانویهٔ ۱۹۴۷) دوچرخه‌سوار اهل بلژیک است.